# Brenthis vitimensis
Brenthis vitimensis är en fjärilsart som beskrevs av Wnukowsky 1929. Brenthis vitimensis ingår i släktet Brenthis och familjen praktfjärilar. Inga underarter finns listade i Catalogue of Life.